# Вју
Вју (итал. Viù) је насеље у Италији у округу Торино, региону Пијемонт.
Према процени из 2011. у насељу је живело 476 становника. Насеље се налази на надморској висини од 773 м.

## Становништво
| 1931. | 1936. | 1951. | 1961. | 1971. | 1981. | 1991. | 2001. | 2011. |
| ----- | ----- | ----- | ----- | ----- | ----- | ----- | ----- | ----- |
| 3.749 | 3.475 | 2.816 | 2.182 | 1.707 | 1.423 | 1.273 | 1.225 | 1.118 |